# Etlingera pandanicarpa
Etlingera pandanicarpa là một loài thực vật có hoa trong họ Gừng. Loài này được (Elmer) A.D.Poulsen mô tả khoa học đầu tiên năm 2003.